# Hétérogamie (sociologie)
Pour les articles homonymes, voir Hétérogamie.
L'hétérogamie est le fait de rechercher involontairement un conjoint dans une classe sociale, religion, pays différent du sien. C'est un phénomène qui consiste à l'union d'organismes qui ne sont pas proches dans tous les sens du terme.

## Étymologie
Le terme hétérogamie vient du grec ancien : ἕτερος (héteros, « autre »), γάμος (gámos, « union »), et du suffixe « -ie » utilisé pour désigner un état ou une condition. 
Littéralement, cela signifie « l'union avec l'autre ».